# Delray Beach Open 2025
Delray Beach Open 2025 — тенісний турнір, що проходив на кортах з твердим покриттям у місті Делрей-Біч, США з 10 лютого. Належав до категорії ATP 250.

## Фінальна частина

### Одиночний розряд
Міомір Кецмановіч —  Алехандро Давидович Фокіна 3–6, 6–1, 7–5

### Парний розряд
Міомір Кецмановіч /  Брендон Накашіма —  Крістіан Гаррісон /  Еван Кінґ 7–6(7–3), 1–6, [10–3]